# Alwin Michael Rueffer
Alwin Michael Rueffer, auch geführt unter Michael Alwin Rueffer, Michael A. Rueffer und A. M. Rueffer (* 31. Dezember 1916 in Gießen; † 23. Mai 1986 in Langen oder Rödermark), war ein deutscher Schauspieler, Hörspielsprecher und Schriftsteller.

## Leben und Wirken
Rueffer besuchte 1939/40 die Hochschule für Theater in Frankfurt am Main, konnte aber, obwohl bereits ab 1942 in den Registern der Bühnenjahrbüchern geführt, bis 1945 kriegsbedingt kein Festengagement erhalten. Sein Theaterdebüt gab Rueffer 1948 mit dem Gaston in Jean Anouilhs Der Reisende ohne Gepäck an den Karlsruher Kammerspielen. Von 1949 bis 1952 wirkte Rueffer am Stadttheater von Pforzheim, ging dann, nach einem Gastspiel in München, 1952 für zwei Jahre an die Bühnen der Landeshauptstadt Kiel. 1954 folgte er einem Ruf ans Darmstädter Landestheater, wo er vier Jahre lang blieb. 1959 erfolgte ein weiterer Bühnenwechsel, diesmal an die Städtischen Bühnen Frankfurts.
Zu dieser Zeit hatte Alwin Michael Rueffer beim Fernsehen (1956) und 1958 auch beim Kino mit einer Staatsanwalt-Rolle bereits sein Filmdebüt gegeben. Seine späteren Aktivitäten vor der Kamera beschränken sich auf Mitwirkungen in Fernsehspielen. Dort erhielt er jedoch nur Chargenrollen. In späten Jahren wurde er zumeist als Honoratior besetzt, wie beispielsweise der Amtsgerichtsrat Brack in einer Adaption von Hedda Gabler oder der Professor Hahnemann in Auguste Bolte. Mit dem kleinen Part des Dr. Langhals in der seriellen, ambitionierten Neuverfilmung Die Buddenbrooks von Franz Peter Wirth beendete Alwin Michael Rueffer 1979 seine Fernsehtätigkeit.
Er war etwa zwischen 1952 und 1980 in einer großen Anzahl von Hörspielen als Sprecher im Einsatz, so beispielsweise 1968 in dem letzten Durbridge-Mehrteiler um den Londoner Privatdetektiv Paul Temple, nämlich in Paul Temple und der Fall Alex (Regie: Otto Düben). Insgesamt liegen bei der ARD-Hörspieldatenbank mehr als 200 Einträge mit Rueffer als Sprecher vor.
In der SWF-Produktion Das Alsfelder Weihnachtsspiel von 1969 ist er als Hörspielbearbeiter und Regisseur tätig gewesen.
Alwin Michael Rueffer ist in späten Jahren nach einem Schlaganfall, der eine starke Sprachbehinderung zur Folge hatte, auch als Regisseur von Schallplattenproduktionen und als Schriftsteller in Erscheinung getreten. In seinem autobiografischen Buch Herr, ich kann schweigen thematisiert er seinen Schicksalsschlag. Schon früher hatte er eine Bearbeitung für Marionetten der Alsfelder Passion und – gemeinsam mit Rudolf Hagelstange – eine der Alsfelder Weihnacht aus dem Jahr 1517 publiziert.

## Hörspiele  (Auswahl)
1969: Herbert W. Franke: Zarathustra kehrt zurück – Regie: Andreas Weber-Schäfer

## Filmografie
- 1956: Das gnadenbringende Strafgericht
- 1958: … und nichts als die Wahrheit
- 1963: Der Datterich
- 1963: Die Möwe
- 1964: Umbruch
- 1964: Zwei Tage von vielen
- 1965: Dr. Murkes gesammeltes Nachrufe
- 1966: Die Grenzziehung
- 1966: Helm
- 1967: Mike Blaubart
- 1967: Der Reichstagsbrandprozeß
- 1968: Mord in Frankfurt
- 1969: Christoph Kolumbus oder Die Entdeckung Amerikas
- 1969: Die grüne Nacht von Ziegenberg
- 1970: Stückgut
- 1971: Flick-Flack
- 1972: Tod im Studio
- 1973: Florian
- 1974: Hedda Gabler
- 1974: Auguste Bolte
- 1974: Daniel
- 1976: Margarete in Aix
- 1976: Oblomows Liebe
- 1978: Dr. Katzenbergers Badereise
- 1978: Väter und Söhne
- 1979: Die Buddenbrooks

## Buchpublikationen
- Die Alsfelder Weihnacht 1517. Ein Marionettenbuch. Übertragung des mitteldt. Textes von Rudolf Hagelstange. Königstein im Taunus: Langewiesche 1976
- Die Alsfelder Passion 1517. Ein Marionettenbuch. Königstein im Taunus: Langewiesche 1978
- Herr, ich kann schweigen. Texte einer Genesung. Düsseldorf: Patmos 1987